# Cerro de la Silla
Le cerro de la Silla (littéralement « montagne de la Selle ») est une montagne du Mexique culminant à 1 820 m d'altitude dans la sierra Madre orientale. Elle caractérise la région de Monterrey. Elle comporte quatre pics, appelés Antena, Norte, Sur et La Virgen.